# Альтамирано, Порфи
Порфирио Альтамирано Рамирес (исп. Porfirio Altamirano Ramírez, 17 мая 1952, Сьюдад-Дарио) — никарагуанский бейсболист, релиф-питчер. С 1982 по 1984 год выступал в МЛБ за «Филадельфию» и «Чикаго Кабс».

## Карьера
Бейсбольную карьеру Порфирио начал в 1972 году в составе команды из города Эстели, выступавшей в Никарагуанской лиге. В дебютном сезоне он выиграл две игры при одном поражении с показателем ERA 1,14. Он стал первым питчером, одержавшим двадцать побед в национальной лиге. Альтамирано также выступал за сборную страны, на турнирах в 1976 и 1977 годах сыграв шатауты в играх со сборными Кубы и США соответственно. В 1980-х годах он играл в венесуэльской лиге за «Агилас дель Сулия». В 1984 году сделал 20 сейвов, установив рекорд чемпионата, продержавшийся четырнадцать лет.
9 мая 1982 года Порфи дебютировал в МЛБ за «Филлис». Провёл в команде два сезона, сыграв шестьдесят матчей. Перед началом чемпионата 1984 года вместе с Бобом Дернье и Гари Мэтьюзом был обменян в «Чикаго Кабс» на Майка Диаса и Билла Кэмпбелла. Всего в Главной лиге бейсбола сыграл 65 матчей. 